# 동주로
동주로(Dongju-ro)는 전라남도 보성군 동면구암삼거리에서 순천시 승주읍접치삼거리를 잇는 전라남도의 도로이다.

## 연혁
- 2009년 7월 3일 : 2개 이상 시·군에 걸쳐 있는 광역도로로 동주로를 고시[1]

## 주요 경유지
전라남도
- 화순군 (동면 . 이서면 . 동북면) - 순천시 (주암면 . 승주읍)

## 노선
| 이름                     | 접속 노선                 | 소재지 | 소재지                 | 비고                 |
| ------------------------ | ------------------------- | ------ | ---------------------- | -------------------- |
| 구암삼거리               | 충의로                    | 화순군 | 동면                   | 국도 제22호선과 중복 |
| 구봉교                   |                           | 화순군 | 동면                   | 국도 제22호선과 중복 |
| 복암삼거리               | 지방도 제897호선 (승규로) | 화순군 | 동면                   | 국도 제22호선과 중복 |
| 경치리삼거리             | 적벽로                    | 화순군 | 이서면                 | 국도 제22호선과 중복 |
| 연월 교차로 (연월교차로) | 국도 제15호선 (오지호로)  | 화순군 | 동북면                 | 국도 제22호선과 중복 |
| 동복2교                  |                           | 화순군 | 동북면                 |                      |
| 동복터널                 |                           | 화순군 | 동북면                 |                      |
| 유천 교차로              | 오지호로                  | 화순군 | 동북면                 |                      |
| 유천교                   |                           | 화순군 | 동북면                 |                      |
| 운알터널                 |                           | 화순군 | 동북면                 |                      |
|                          | 순천시                    | 주암면 |                        |                      |
| 운용교                   | 순천시                    | 주암면 |                        |                      |
| 주암사거리               | 순천시                    | 주암면 | 국도 제27호선 (주석로) | 국도 제27호선과 중복 |
| 광천교                   | 순천시                    | 주암면 |                        | 국도 제27호선과 중복 |
| 문길삼거리               | 순천시                    | 주암면 | 송광사길               | 국도 제18호선과 중복 |
| 창촌삼거리               | 순천시                    | 주암면 | 주목로                 | 국도 제18호선과 중복 |
| 접치삼거리               | 순천시                    | 접치길 | 승주읍                 | 국도 제18호선과 중복 |
| 승주로와 직결            |                           |        |                        |                      |

## 주요 건물 및 시설
- S-OIL 동주주유소 (동주로 205/복암리 683-3)
- 알뜰 한영주유소 (동주로 1414/유천리 491-1)
- 한영주유소 (동주로 1414/유천리 491-1)
- 해오름주유소 (동주로 1851/광천리 348)
- 현대자동차 블루핸즈 주암점 (동주로 2008/광천리 385)
- 주암파출소 (동주로 2046/광천리 168)
- 주암면 행정복지센터 (동주로 2047/광천리 166-3)
- 주암보건지소 (동주로 2086/구산리 780)
- 주암초등학교 (동주로 2093/구산리 740)
- S-OIL 향기가득주유소 (동주로 2332/요곡리 320-3)
- 미니스톱 주암IC점 (동주로 2396/요곡리 186-1)
- 순천주암중학교 (동주로 2453/창촌리 663)
- 농협 순천농협 오성지점 (동주로 2480/복다리 312-7)
- 농협 순천농협 하나로마트 오성점 (동주로 2482/복다리 838-17)